# Бистра (Северна Македонија)
Бистра је планина у западном делу Северне Македоније смештена између Кичевске долине и долине Радике. Многи је убрајају међу најлепше планине Северне Македоније. Планина Бистра се граничи са 6 других планина: Шар-планином, Буковићем, Стоговом, Крчином, Дешатом и Корабом. Падине Бистре су познате по својим пашњацима. На планини се налази и скијачки центар, а пошто се граничи и са Мавровским језером велики део планине се налази у националном парку „Маврово”. На планини се налази познато село Галичник, у коме се одржава манифестација „Галичка свадба”.